# Hombal, Gadag
Hombal là một làng thuộc tehsil Gadag, huyện Gadag, bang Karnataka, Ấn Độ.